# Brazil dzsúdzsucu
A brazil dzsúdzsucu (portugálul: jiu-jitsu brasileiro; BJJ) egy harcművészet és küzdősport, amely Brazíliából ered, ahol 1920 körül hozták létre.

## Történet
Az 1910-es években egy dzsúdószakértő, Maeda Micuo különböző okokból Brazíliába emigrált. A célja többek között a dzsúdó népszerűsítése volt. Elhelyezkedésében sokat segített neki egy befolyásos üzletember, Gastão Gracie. Köszönetképpen Maeda elkezdte tanítani Gastão fiát, Carlost, aki később szintén továbbadta tudását testvéreinek és fiainak, többek között Helio Gracienek is. A Gracie fiúk elég sokan voltak, fizikumuk is megegyezett, viszonylag alacsonyak voltak és egyáltalán nem voltak erősek. Ez is közrejátszott abban, hogy a Gracie-ek egy minél hatékonyabb és kifinomultabb harci rendszert hozzanak létre, amiben egy gyengébb ember is eséllyel veszi fel a küzdelmet egy erősebb ellen. A család fokozatosan elkezdte módosítani, csiszolni a dzsúdó- és a klasszikus dzsúdzsucu technikákat, új pozíciókat és fogásokat találtak ki vagy vettek át más brazil harcművészetekből.

## Technikák
A brazil dzsúdzsucu sportirányzata földharc irányzat, amiben ütések és rúgások nélkül küzdünk a másikkal. Az alapgondolat az, hogy ha le akarunk győzni egy nagyobb és erősebb támadót, akkor minél közelebb kell kerülni hozzá, ezáltal minimalizálhatjuk a támadóerejét. Ezután a földre kell őt vinni, ahol feladásra kényszerítő technikák sokasága áll rendelkezésünkre ahhoz, hogy a támadót jobb belátásra bírjuk. A földön számtalan manőverezési lehetőségünk van, hogy ún. domináns pozícióba kerüljünk, vagyis, hogy az ellenfél ne tudjon (vagy csak minimálisan tudjon) minket megsebesíteni.
A BJJ technikák tehát a következő csoportba sorolhatóak:
- Földrevitel

BJJ-ben a harc a általában földrevitellel kezdődik. Ez többféleképpen is kivitelezhető; megfoghatjuk az ellenfél egyik lábát a térdhajlatnál (egylábas földrevitel), átkarolhatjuk mindkét lábát (kétlábas földrevitel), használhatunk klasszikus judo dobásokat is. Megfelelő összekapaszkodás (klincselés, clinching) szintén a segítségünkre lehet abban, hogy feldöntsük a támadót, miközben ő nem tud megütni minket.
Általában a földharcban kevésbé járatos emberek alábecsülik a földrevitel sikerességének valószínűségét. Legtöbbször azzal érvelnek, hogy mire a lábra menő BJJ harcos odaér, addig ők fejbe tudják őt térdelni. Az MMA (Mixed Martial Arts) rendezvények bebizonyították, hogy ez egyáltalán nincs így.
- Pozicionálás

A különböző feladásra kényszerítő technikákat (ld. lejjebb) nem lehet tetszőleges helyzetben alkalmazni, mert ha rosszul kivitelezzük őket, az ellenfél könnyen ki tud belőlük szabadulni. Mindenekelőtt a már feljebb említett domináns pozícióba kell kerülni. Ilyen pozícióból többféle létezik, például a mount, side-control vagy a guard. Aki ebben a testhelyzetben tartózkodik, jobb eséllyel tudja támadni a másikat, mint fordítva, ezért nevezik őket dominánsnak. Természetesen megfelelő technikákkal ezekből a helyzetekből is ki lehet szabadulni, ezért az is fontos, hogy ilyen esetben megfelelően tudjunk helyezkedni, ennek a neve transition.
- Feladásra kényszerítés

Ezeket másképpen lekopogtatásnak is nevezik (angolul submission). Ezeknek alapvetően három fajtája létezik: ízületi feszítés, fojtás, illetve kompressziós feszítés.
Az ízületi feszítés lényege, hogy a különböző végtagokat vagy annak részeit a normális mozgástartományon kívülre próbáljuk kényszeríteni, ezáltal a csontokat összefogó ízületek megfeszülnek, ami intenzív fájdalommal jár az ellenfélnek. A célpont lehet a könyök, csukló, váll, térd vagy boka. Lehetséges a gerinc feszítése is, ez azonban veszélyessége miatt tiltott.
A fojtásnak két fajtája van: vagy a nyaki ütőeret szorítjuk el, amely az agyba jutó véráramot csökkenti, illetve akadályozza meg teljesen, vagy a légcsövet nyomjuk össze, ezáltal fulladást idézhetünk elő. Az első technika jóval biztonságosabb és széles körben használt, míg a másodikkal akár maradandó sérülést is okozhatunk, ezért ez is tiltott.
A kompressziós feszítés abban áll, hogy az ellenfél izmát megfelelő erővel hozzápréseljük a csontjához. Ez például úgy kivitelezhető, hogy a lábunkat megfelelően a másik térdhajlatába illesztjük, majd az ellenfél alsó lábszárát megpróbáljuk minél nagyobb erővel visszafelé nyomni/húzni (mintha például térdelne). Ennek következtében a térdhajlatnál lévő izmok erőteljesen a csonthoz nyomódnak, ami szintén nagy fájdalommal járhat, a nyomás erejének függvényében. Hasonló alkalmazható a felkarra is.
Mindegyik módszernél fontos a gyakorlás folyamán, hogy kontrollált módon kell őket végezni, nem maximális erővel, így a sérülésveszély minimális lehet. Amelyik sportoló érzi, hogy alulmarad, egyszerű kopogással jelzi a másik számára, hogy már nem tud szabadulni. Ilyenkor az alávetést sikeresen végrehajtónak azonnal el kell engednie a másikat.

## Övrendszer
A BJJ-ben összesen hét féle öv van, sorrendben: fehér, kék, lila, barna, fekete, fekete-piros és piros (a fekete utáni fokozatokat, - mint sok más harcművészetben - itt is dan-nak nevezik). Gyerekeknél 16 éves korig használt fokozatok a szürke, citrom, narancs, zöld. Néhány szervezetben már kék övtől lehet tanítani. A BJJ-ben korábban nem voltak vizsgák, a tanulónak folyamatosan bizonyítania kellett tudását, amit megtehet az edzéseken tartott "viaskodások" alatt (randori) vagy versenyeken. Ma már szervezettől függően vizsgáztathatnak is a tanárok.
A szabad küzdelem különösen fontos összetevője a BJJ edzéseknek. Ekkor kell ugyanis a tanult technikákat élesben kipróbálni, egy ellenálló ellenfélen.
Magyarországon jelenleg két "család" (nemzetközileg elismert és dokumentált szövetség) tudja magáénak az itthoni Brazil Jitsu oktatást és versenyeztetést; a Carlson Gracie (CG) és a Gracie Barra (GB) féle egyesületek.
Ez utóbbit 2016 tavaszától Zé Radiola (ZR)-re keresztelték, amit José "Zé Radiola" Olimpio mesterről neveztek el. A magyarországi GB-ZR alapítója Maximiliano Carvalho fekete öv 4. dan, akinek Brazíliában Zé Radiola volt a tanítómestere.
A Carlson Gracie magyarországi meghonosítója Sztraka Mihály, aki szintén fekete öv 4. dan fokozattal rendelkezik, ő Carlson Gracie Jr. korábbi tanítványa.